# Volkssoevereiniteit

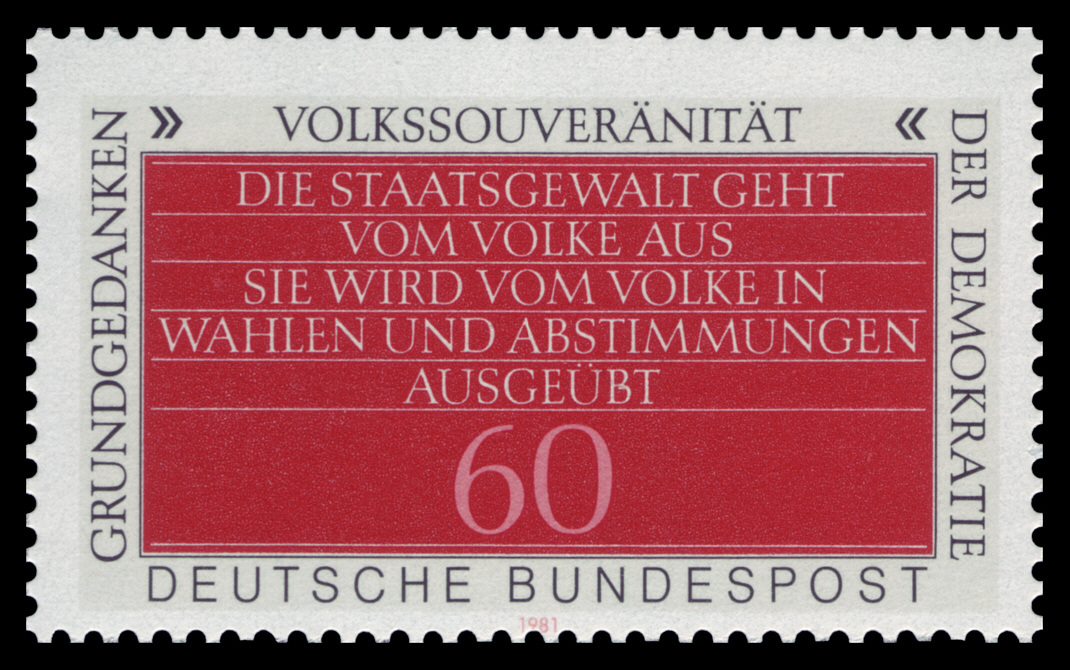
West-Duitse postzegel uit 1981

Volkssoevereiniteit is het principe dat het volk (als geheel) het hoogste gezag, de soevereiniteit, van de staat vormt.
De uitoefening van staatsmacht wordt bij dit principe gelegitimeerd doordat alle macht die regering, parlement en rechters hebben, geacht wordt vooraf (via een grondwet) te zijn toegekend door het volk. In een staat met volkssoevereiniteit wordt het volk dan ook geacht zichzelf een grondwet te hebben gegeven (het volk als grondwetgever).
In veel landen is het principe van volkssoevereiniteit in de grondwet vastgelegd. In Duitsland stelt de preambule van de Duitse grondwet dat het Duitse volk zichzelf via zijn grondwetgevende macht een grondwet heeft gegeven. Artikel 20, tweede lid, van de Duitse grondwet bepaalt dat de staatsmacht vanuit het volk komt ('Alle Staatsgewalt geht vom Volke aus'). In Frankrijk bepaalt artikel 3 van de grondwet dat de nationale soevereiniteit aan het volk toebehoort.
Een tegenhanger van volkssoevereiniteit is godssoevereiniteit. Bij dit principe wordt de macht van de staat gelegitimeerd door God.

## Nederland
In Nederland is het principe van volkssoevereiniteit niet vastgelegd. De Nederlandse koning regeert volgens de afkondigingsformulieren van Nederlandse wetten 'bij de gratie Gods'. Omdat Nederland sinds de stichting in 1815 zeer vreedzaam is geëvolueerd tot een democratische rechtsstaat lijkt er weinig behoefte te zijn om het volkssoevereiniteitsprincipe alsnog in de grondwet te verankeren.
In de 'Acte van Staatsregeling' (1798) van de Bataafse Republiek was het principe van volkssoevereiniteit wel opgenomen: "De oppermagt berust in de gezamenlijke leden der Maatschappij, Burgers genoemd." (art. 2)